# Ждановское сельское поселение (Тверская область)
Жда́новское се́льское поселе́ние — упразднённое муниципальное образование в составе Осташковского района Тверской области. На территории поселения находятся 14 населенных пунктов.
Центр поселения — деревня Жданово.
Образовано в 2005 году, включило в себя территорию Ждановского сельского округа.
Законом Тверской области от 17 апреля 2017 года № 27-ЗО, все муниципальные образования Осташковского района были преобразованы в Осташковский городской округ.

## Географические данные
- Общая площадь: 539,8 км²
- Нахождение: восточная часть Осташковского района
  - Граничит:
    - на севере — со Святосельским СП
    - на северо-востоке — с Фировским районом, Великооктябрьское СП
    - на востоке — с Кувшиновским районом, Могилевское СП
    - на юге — с Селижаровским районом, Березугское СП и Селищенское СП
    - на западе — с Сиговским СП и Сорожским СП

Восточная граница — по реке Цне, на севере — озеро Сонино.
По поселению проходит автодорога «Торжок-Осташков».

## Население
На 01.01.2008 — 518 человек.

## Населенные пункты
На территории поселения находятся следующие населённые пункты:
| №  | Тип нп | Название    | Население (2008 год) |
| -- | ------ | ----------- | -------------------- |
| 1  | дер.   | Ель         | 0                    |
| 2  | дер.   | Жданово     | 402                  |
| 3  | дер.   | Жилино      | 5                    |
| 4  | дер.   | Заболотье   | 4                    |
| 5  | дер.   | Клетино     | 2                    |
| 6  | дер.   | Крапивня    | 40                   |
| 7  | дер.   | Крутец      | 16                   |
| 8  | дер.   | Кукорево    | 0                    |
| 9  | дер.   | Липовец     | 17                   |
| 10 | дер.   | Мартюшино   | 11                   |
| 11 | дер.   | Петровское  | 0                    |
| 12 | дер.   | Раменье     | 3                    |
| 13 | дер.   | Смешово     | 0                    |
| 14 | дер.   | Старые Поля | 15                   |

## История
В XVI—XVII вв. территория поселения относилась к Сонской и Котицкой волостям Ржевского уезда.
С XVIII века территория поселения входила:
- в 1708—1727 гг. в Санкт-Петербургскую (Ингерманляндскую 1708—1710 гг.) губернию, Тверскую провинцию,
- в 1727—1775 гг. в Новгородскую губернию, Тверскую провинцию,
- в 1775—1796 гг. в Тверское наместничество, Осташковский уезд,
- в 1796—1929 гг. в Тверскую губернию, Осташковский уезд,
- в 1929—1935 гг. в Западную область, Осташковский район,
- в 1935—1990 гг. в Калининскую область, Осташковский район
- с 1990 в Тверскую область, Осташковский район.

В середине XIX-начале XX века большинство деревень поселения относились к Ждановской волости Осташковского уезда.

## Известные люди
В деревне Раменье родился Герой Советского Союза Иван Андреевич Григорьев.